# Germán Conti
Germán Conti est un footballeur argentin né le 3 juin 1994 à Santa Fe. Il évolue au poste de défenseur central au Racing Club.

## Carrière
Il est formé au sein du club de sa ville natale, le CA Colón. Il débute avec l'équipe première le 8 décembre 2013 contre le Club Olimpo. Le 15 juillet 2015, il est promu capitaine. Il dispute 120 rencontres avec le CA Colón, inscrivant 5 buts, avant de signer un contrat de cinq ans avec le Benfica Lisbonne en juin 2018.
Le 6 janvier 2022, il est prêté pour une saison à l'América Mineiro.

## Palmarès
Benfica Lisbonne
- Champion du Portugal (1) :
  - Champion : 2018-19.